# Lilium brownii

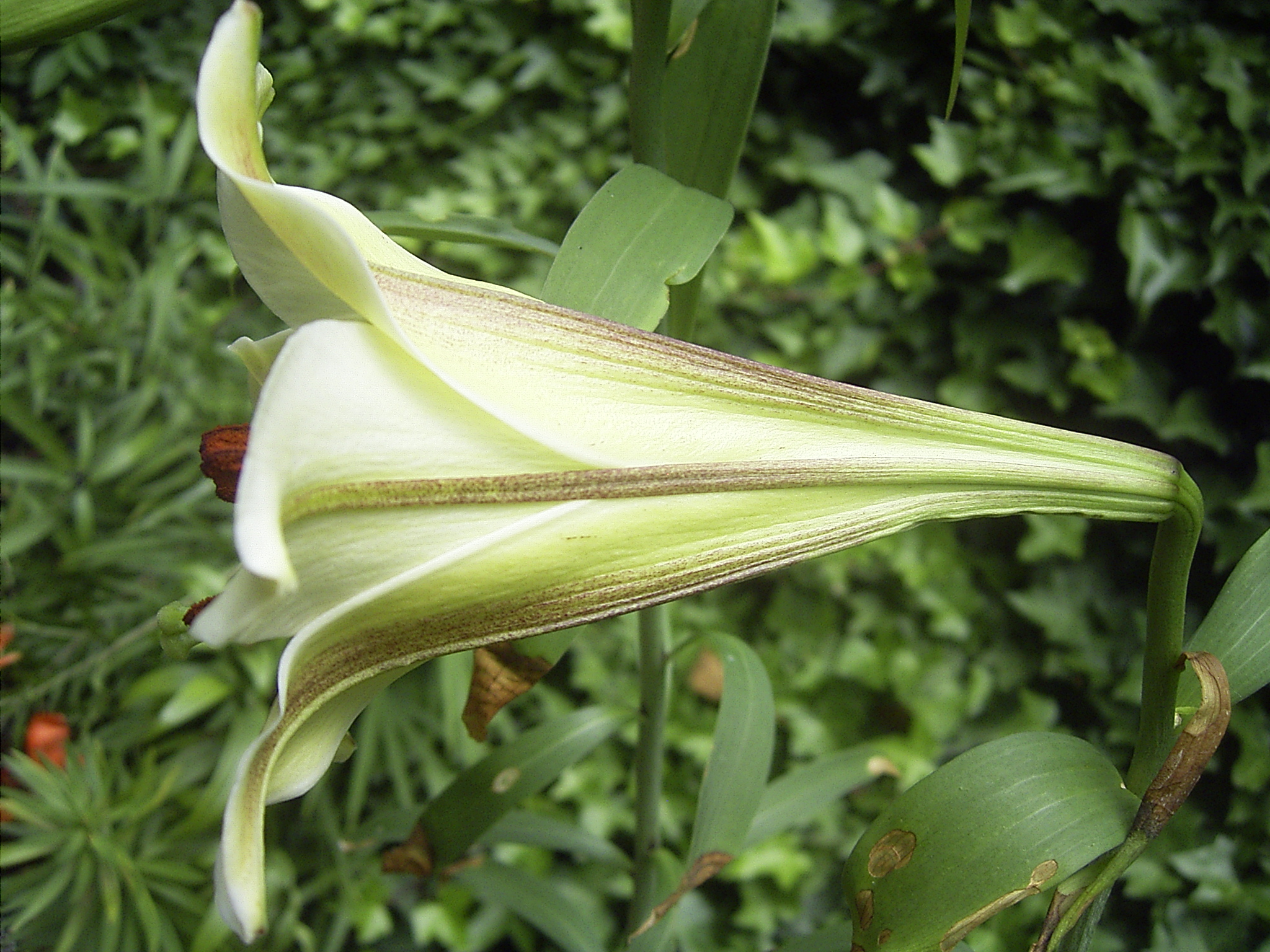
Blüte von Lilium brownii

Lilium brownii (chinesisch 野百合, Pinyin yě bǎihé) ist eine Art aus der Gattung der Lilien (Lilium) in der orientalischen Sektion innerhalb der Familie der Liliengewächse (Liliaceae).

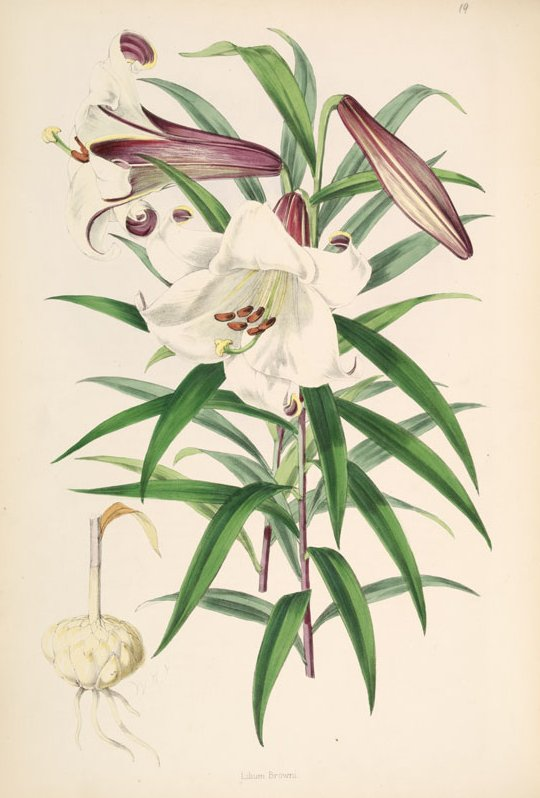
Lilium brownii, Illustration

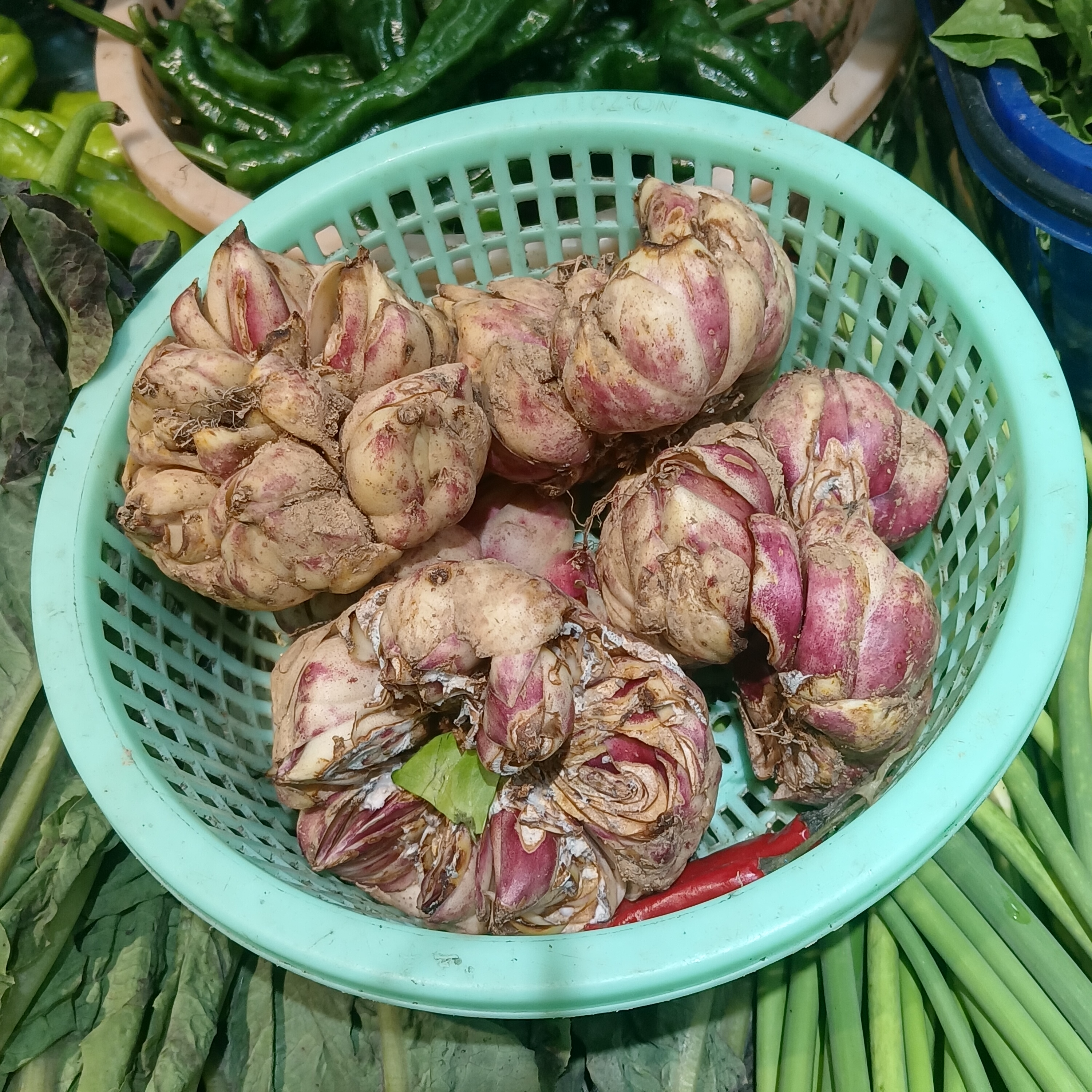
Zwiebeln von Lilium brownii

## Beschreibung
Lilium brownii erreicht eine Wuchshöhe von 80 cm bis 200 cm. Die Zwiebeln sind rundlich und erreichen einen Durchmesser von etwa 2 bis 4,5 cm, sie ist mit weißen lanzettförmigen Schuppen überzogen.
Der Stängel ist glatt, papillös und gerade, die Laubblätter schmal und spatel- bis lanzettförmig, etwa 7 bis 15 cm lang und 0,6 bis 2 cm breit. Sie sind in der Struktur nervig und um den Stängel verteilt.
Die Pflanze blüht von Juni bis August mit einer oder auch mehreren in einer Dolde süßlich duftenden Blüten. Die zwittrigen Blüten sind dreizählig. Die sechs gleichgestalteten Blütenhüllblätter (Tepalen) sind nach außen zu einem Trichter gebogen, die Spitzen sind zurückgebogen. Die Farbe der Blüten ist weiß, manchmal mit leichtem purpurnem Einschlag, ohne Punkte. Die Nektarien sind beidseitig papillös. Die sechs Staubblätter aufwärts gebogen, die Filamente 10 bis 13 cm lang, dicht drüsig und oft klebrig. Es sind drei Fruchtblätter vorhanden, der Stylus ist 8,5 bis 11 cm lang. Die einzelnen Blüten erreichen einen Durchmesser von 20 mm bis zu 45 mm und werden 13 bis 18 cm lang.
Die Samen reifen von August bis September in 5,5 cm bis 6 cm großen Samenkapseln und keimen sofortig-epigäisch in einer kalten Periode, die Keimung dauert zwischen zwei und vier Wochen.
Die Chromosomenzahl beträgt 2n = 24.

## Verbreitung
Lilium brownii ist auf grasigen Hängen und Wäldern, oft in der Nähe von Flüssen oder im Ödland heimisch.
Die Pflanze ist in der Volksrepublik China endemisch und kommt nur im zentralen und im südlichen China vor.

## Taxonomie und Systematik
Lilium brownii wurde 1841 von Auguste Lemoinier in Annales de la Société d’Horticulture du Département du Nord Band 13, Seite 7 erstbeschrieben.
Neben dem nominotypischen Taxon Lilium brownii var. brownii existieren als Varietäten:
- Lilium brownii var. chloraster (Baker) Baker (Syn.: Lilium chloraster (Baker) E.H.Wilson)
- Lilium brownii var. viridulum Baker (Syn.: Lilium brownii var. platyphyllum Baker, Lilium aduncum Elwes): Blätter spatelförmig, größere Blüten.[2]

## Verwendung
Die Zwiebel von Lilium brownii ist in der Volksrepublik China als Lebensmittel verbreitet, sie ist auch in der chinesischen Medizin gebräuchlich.